# Подводные силы Императорского Черноморского флота
Подводные силы Императорского Черноморского флота, Подводные силы Морских сил Чёрного моря (МСЧМ) , Подплав Черноморского флота — совокупность подводных сил Черноморского флота Российской империи. Были созданы в 1907 году с базированием на Балаклаву, в дальнейшем на Севастополь. За короткий срок с вводом в строй новых подводных лодок русской постройки и закупки импортных выросли от полудивизиона из двух лодок до бригады трёхдивизионного состава.
Активно участвовали в Первой мировой войне на Чёрном море. Вели позиционную службу, выставляли минные заграждения, проводили разведку. Суммарно подводные силы потопили до 300 турецких каботажных судов. Капитан 1-го ранга М. А. Китицын первый по количеству побед и второй по потопленному тоннажу подводник Российского Императорского флота, он одержал 36 побед, потопив суда общей валовой вместимостью 8973 брутто-регистровых тонны. Командир бригады подводного плавания — капитан 2-го ранга (с 2 марта 1915 — капитан 1-го ранга) В. Е. Клочковский.
После Октябрьской революции в России и фактического разложения флота, Подводные силы Императорского Черноморского флота частично подчинялись РСФСР, частично Украинской державе. В апреле 1918 года были захвачены кайзеровскими войсками в ходе оккупации Одессы, Николаева и Севастополя. В ноябре 1918 года захвачены интервентами стран Антанты, большая часть подводных лодок была затоплена ими 26 апреля 1919 года перед эвакуацией. Оставшиеся достались РККФ и Белому флоту. Находившиеся под контролем белых четыре лодки после Крымской эвакуации в ноябре 1920 года в составе Русской эскадры ушли в Бизерту. Находившиеся под контролем красных, достроенные на верфях и часть поднятых со дна лодок составили основу советского Отдельного дивизиона подводных лодок Морских сил Азовского и Чёрного морей.

## История

### 1907—1908 Отдельный полудивизион подводных лодок МСЧМ
Осенью 1907 года подводные лодки проекта Holland-7R или Сом «Судак» и «Лосось» были перевезены железной дорогой в Севастополь из Либавы. В октябре 1907 года был сформирован Отдельный полудивизион (позднее приказом по Морскому ведомству №-273 Отряд) подводного плавания Морских сил Чёрного моря (МСЧМ). Для обеспечения деятельности подводных лодок ему был придан транспорт «Пендераклия», ставший плавбазой.
Личный состав экипажей для Черноморского флота был подготовлен в Либавском учебном отряде.

### 1908—1909 Отряд подводного плавания МСЧМ

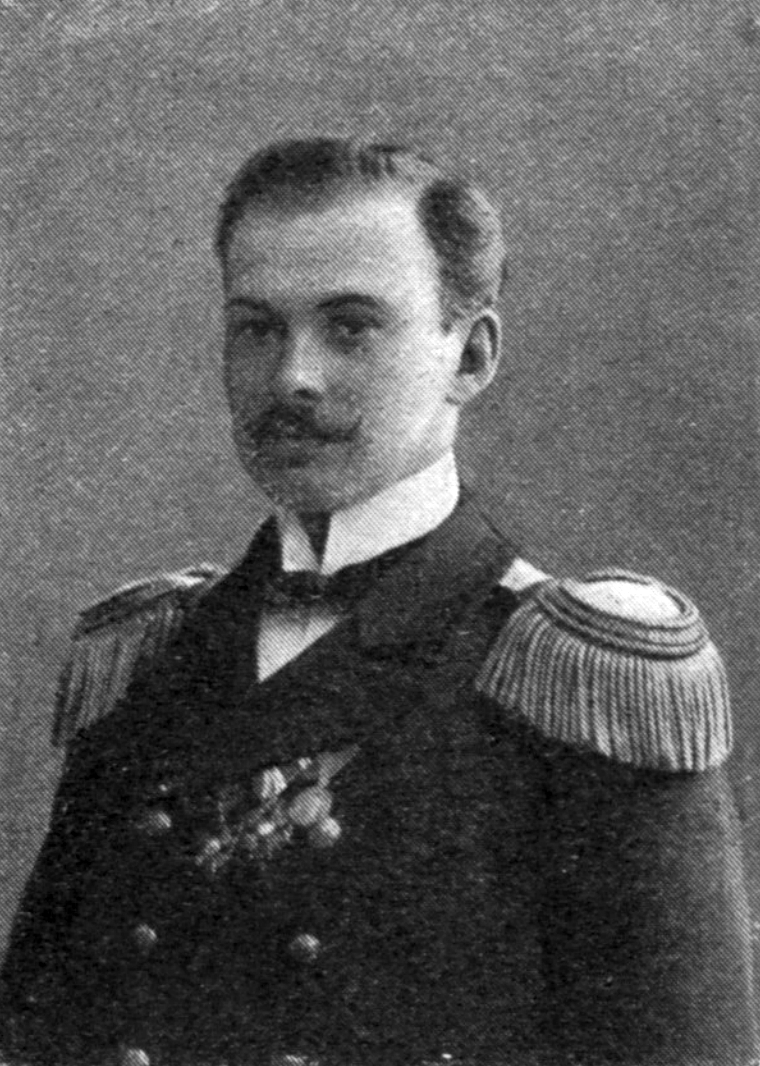
Н. М. Белкин, командир «Лосося», затем командир отряда подводных лодок. Погиб вместе с «Камбалой» в 1909 году

26 апреля — 4 мая 1908 года подводные лодки немецкой постройки «Карп», «Карась» и «Камбала» по железной дороге были перевезены из Либавы в Севастополь и Отдельный полудивизион был переформирован в Отряд подводного плавания МСЧМ. Начальником отряда стал капитан 2-го ранга Н. М. Белкин 1-й. В 1908 году обострились отношения с Османской империей . По планам войны, Черноморскому флоту надлежало поддерживать господство на море линейными кораблями и другими надводными силами. Подводным лодкам отводилась роль прибрежной обороны главной базы флота — Севастополя. Активная учебно-боевая подготовка подплава Черноморского флота началась в кампанию 1908 года. В течение этого и следующего годов лодки совершали практические плавания вдоль крымских берегов к Балаклаве и Ялте, совершали походы к Каркинитскому заливу и Днепро-Бугскому лиману.

#### Состав Отряда подводного плавания 1909 год
- Тип Holland-7R или «Сом»:
  - «Лосось», командир — лейтенант Н. А. Арбенев
  - «Судак»,. командир — лейтенант М. А. Китицын
- Тип «Е»:
  - «Карп»,
  - «Карась»,
  - «Камбала», командир — лейтенант П. Ф. Келлер, ВРИО командира — лейтенант М. М. Аквилонов
- Плавбаза - Баржа № 93 (бывший пароход Сестрица)[4].

Отряд подводного плавания в 1909 году
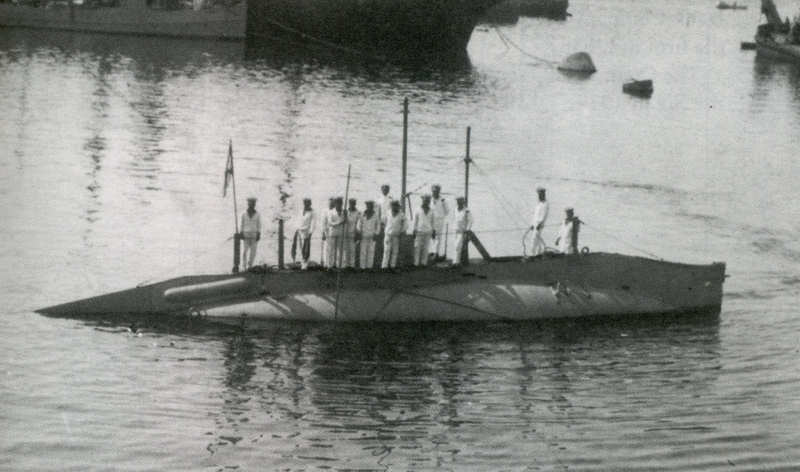
Подводная лодка «Лосось»
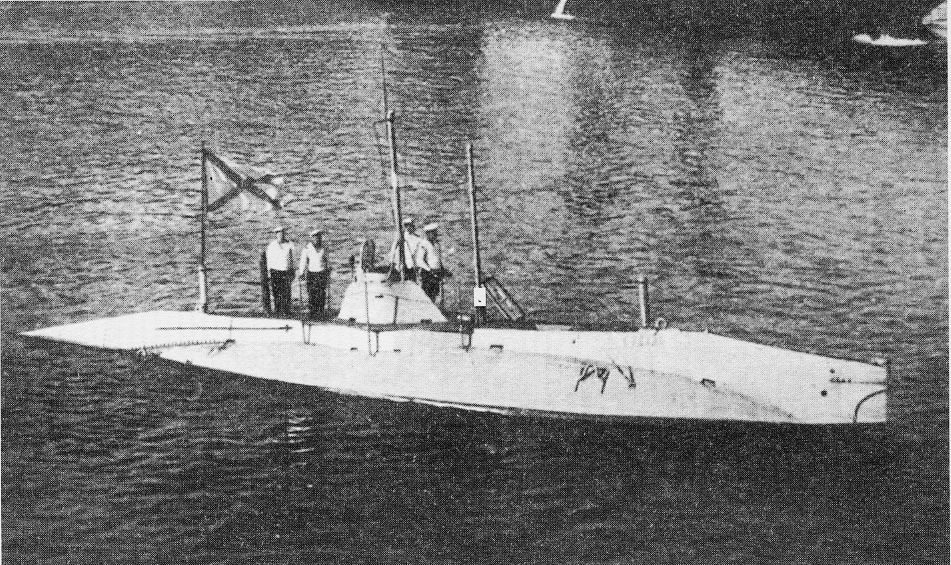
Подводная лодка «Судак»
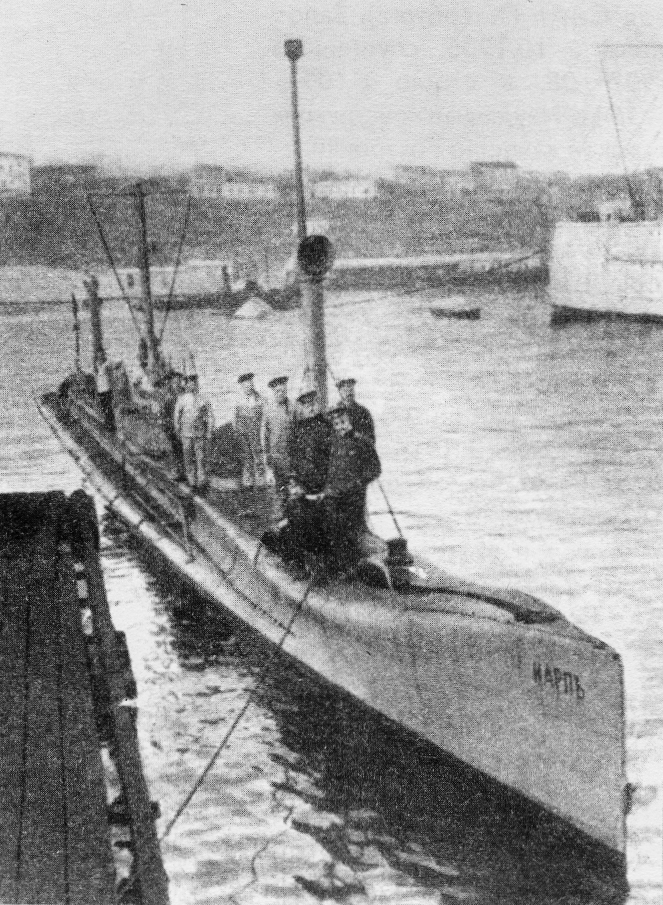
Подводная лодка «Карп»
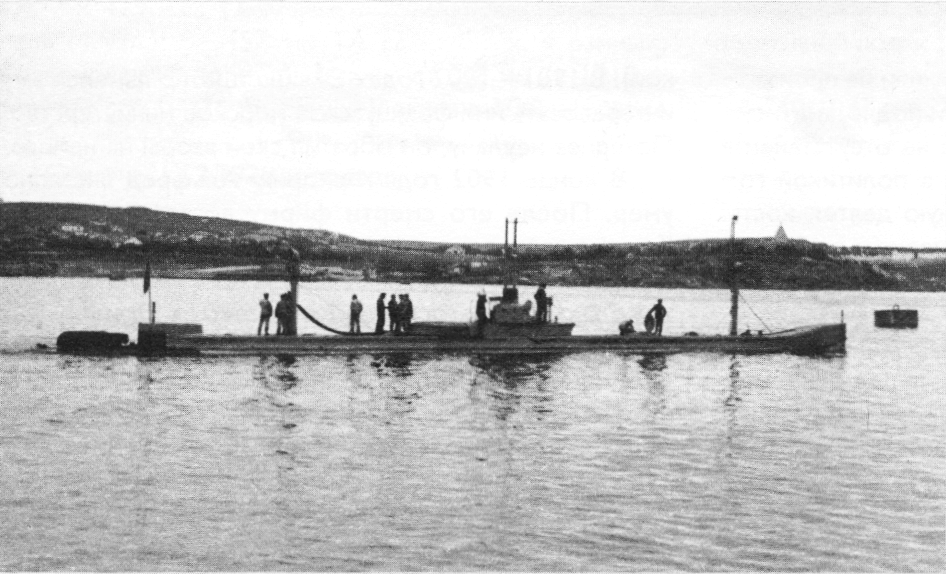
Подводная лодка «Карась»
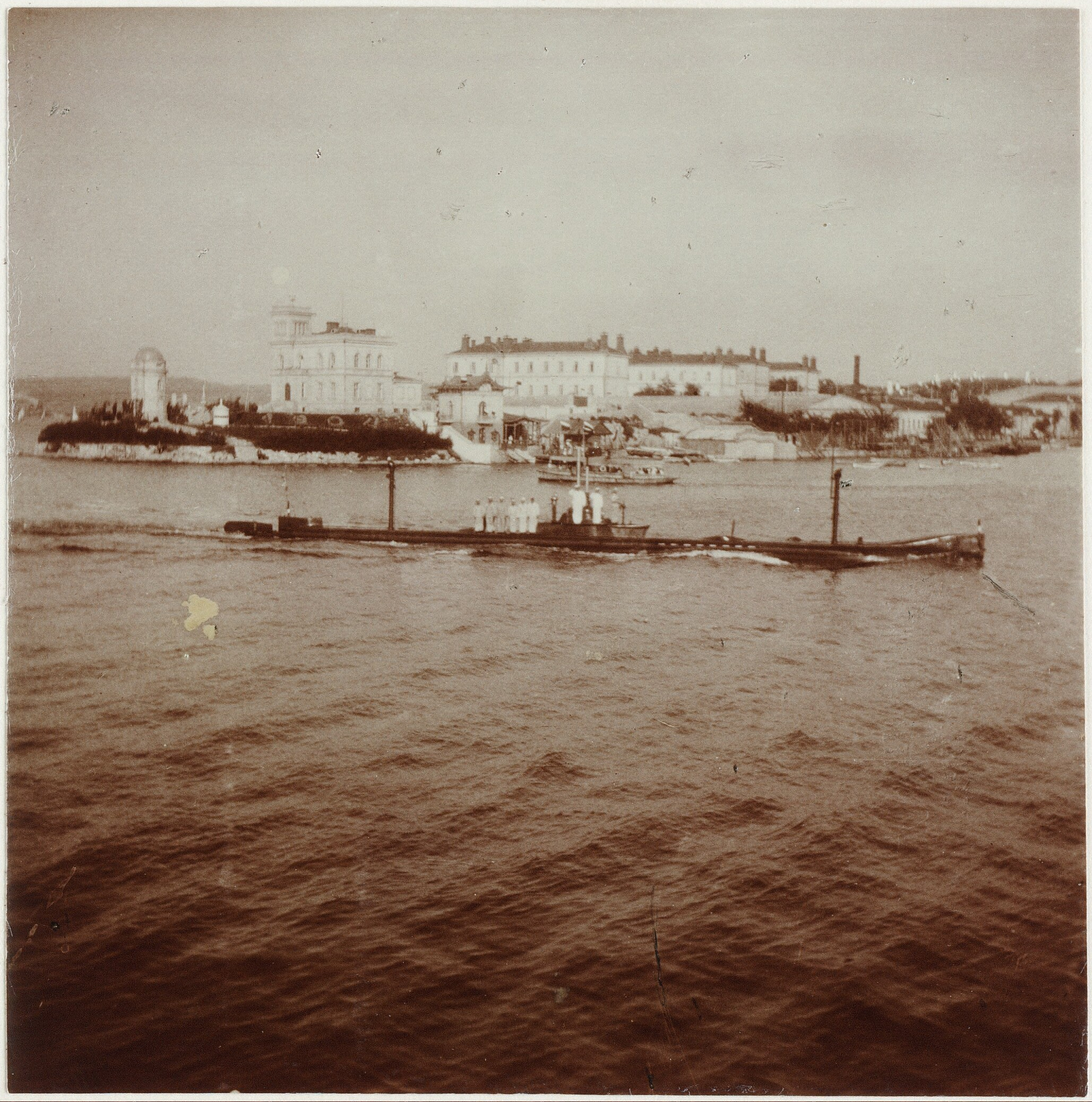
Подводная лодка «Камбала»
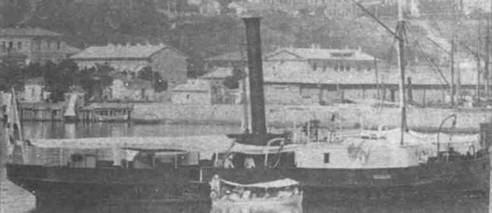
Баржа № 93 (бывший пароход Сестрица).

Лодки отрабатывали учебные атаки в надводном и подводном положении, днём и ночью, обозначая результат всплытием и проводя торпедные стрельбы по буксируемым щитам. По итогам кампании 1909 года в среднем каждая лодка наплавала 653 мили, совершила 16 походов и выполнила 44 погружения. Во время манёвров Черноморского флота, проводимых в мае 1909 года, подводные лодки атаковали условного «неприятеля», стоявшего на рейде реки Бельбек — линейные корабли «Ростислав», «Пантелеймон» и «Три святителя», и бронепалубный крейсер «Память Меркурия», добившись попадания торпедой в крейсер.
29 мая 1909 «Камбала» была протаранена и потоплена в районе Севастополя линейным кораблём «Ростислав» при выходе в ночную торпедную атаку во время учений. Погибли заведующий отрядом подводного плавания в Чёрном море тридцатисемилетний капитан 2-го ранга Н. М. Белкин, мичман Д. А. Тучков, минный кондуктор Ф. И. Сальников и ещё 17 нижних чинов..
1 сентября 1909 года император Николай II провёл смотр Подводным Силам Черноморского флота в Севастополе в Северной бухте, подводные лодки выставили на рейдовые бочки. Император остался доволен «блестящим состоянием подводных лодок и бодрым видом команд». В благодарность каждый подводник получил от Императора денежное вознаграждение: кондукторы — по 10 рублей, боцманы и старшие специалисты — по 5 рублей, прочие унтер-офицеры — по 3 рубля, рядовые — по рублю. Офицерам было объявлено «высочайшее благоволение» монарха.

### 1909—1914 Дивизион подводных лодок МСЧМ
30 сентября 1909 года Отряд подводного плавания был переформирован в Дивизион подводных лодок МСЧМ. В Дивизион вошли четыре подводные лодки и плавучая база «Двенадцать Апостолов» (плавбаза до апреле 1910 года). С апреля 1910 года плавбаза пароход «Днестр», бывший пароход Доброфлота «Москва». Судно перевели в класс блокшивов («Блокшив №-5») и переоборудовали в стационарную плавбазу Дивизиона. Сам Дивизион Подводного Плавания перебазировали в глубь Южной бухты, здесь оборудовали пирсы для лодок, разместили склады торпед и аккумуляторов.

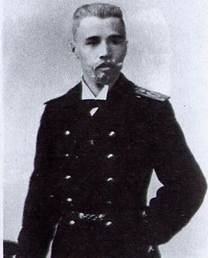
Командир дивизиона Александр Оттович Гадд

Весной 1911 года была утверждена программа усиления МСЧМ. В 1911 году дивизион подводных лодок МСЧМ был подчинён минной дивизии МСЧМ. В 1911—1914 годах Дивизион подводных лодок Минной дивизии МСЧМ с базированием в Севастополе.
Проводились опыты с радиосвязью, участие в которых приняли и подводные лодки.
13-14 сентября 1910 года Дивизион подводных лодок в составе подводных лодок «Судак», «Лосось», «Карась» и «Карп» в обеспечении транспорта «Днепр» приняли участие в манёврах Черноморского флота. Развернутые южнее мыса Херсонес на пути эскадры условного «противника», лодки отрабатывали задачи прибрежной обороны главной базы. В учениях отличилась подводная лодка «Карп», сумевшая успешно «атаковать» линейный корабль «Синоп».
В кампании 1912 года подводные лодки совершали плавания в Балаклаву, Евпаторию и Ялту, участвовали в учениях Черноморского флота. Одним из эпизодов стали учения по обнаружению подводных лодок аэропланами. Шедший в надводном положении «Судак» был сразу же обнаружен, идущий под перископом «Карп» был обнаружен по оставляемому буруну, и только «Лосось», лежавший на грунте на глубине 45 футов, остался незамеченным.
В кампанию 1913 года дивизион подводных лодок в полном составе совершил поход в Евпаторию, затем «Карп» и «Карась» ходили в Алупку и Балаклаву. 9 августа дивизион принял участие в императорском смотре Черноморского флота, по результатам которого Николай II поблагодарил команды и «изъявил монаршее благоволение» командиру дивизиона и командирам подводных лодок.
В апреле 1914 года Дивизион подводных лодок стал отдельным.
Командиры дивизиона:
- 30 сентября 1909 года капитан-лейтенант В. Е. Клочковский
- 15 ноября 1910 года капитан 2-го ранга А. О. Гадд,
- капитан 2-го ранга В. М. Хоментовский.

### 1914—1918 — Бригада подводных лодок МСЧМ
10 сентября 1914 года Дивизион подводных лодок Черноморского Флота был переформирован в Бригаду подводных лодок Черноморского Флота. Первоначально в состав Бригады подводных лодок вошёл Первый дивизион из всё тех же 4 подводных лодок. Второй дивизион находился в стадии формирования из строящихся и проходящих испытания подводных лодок.

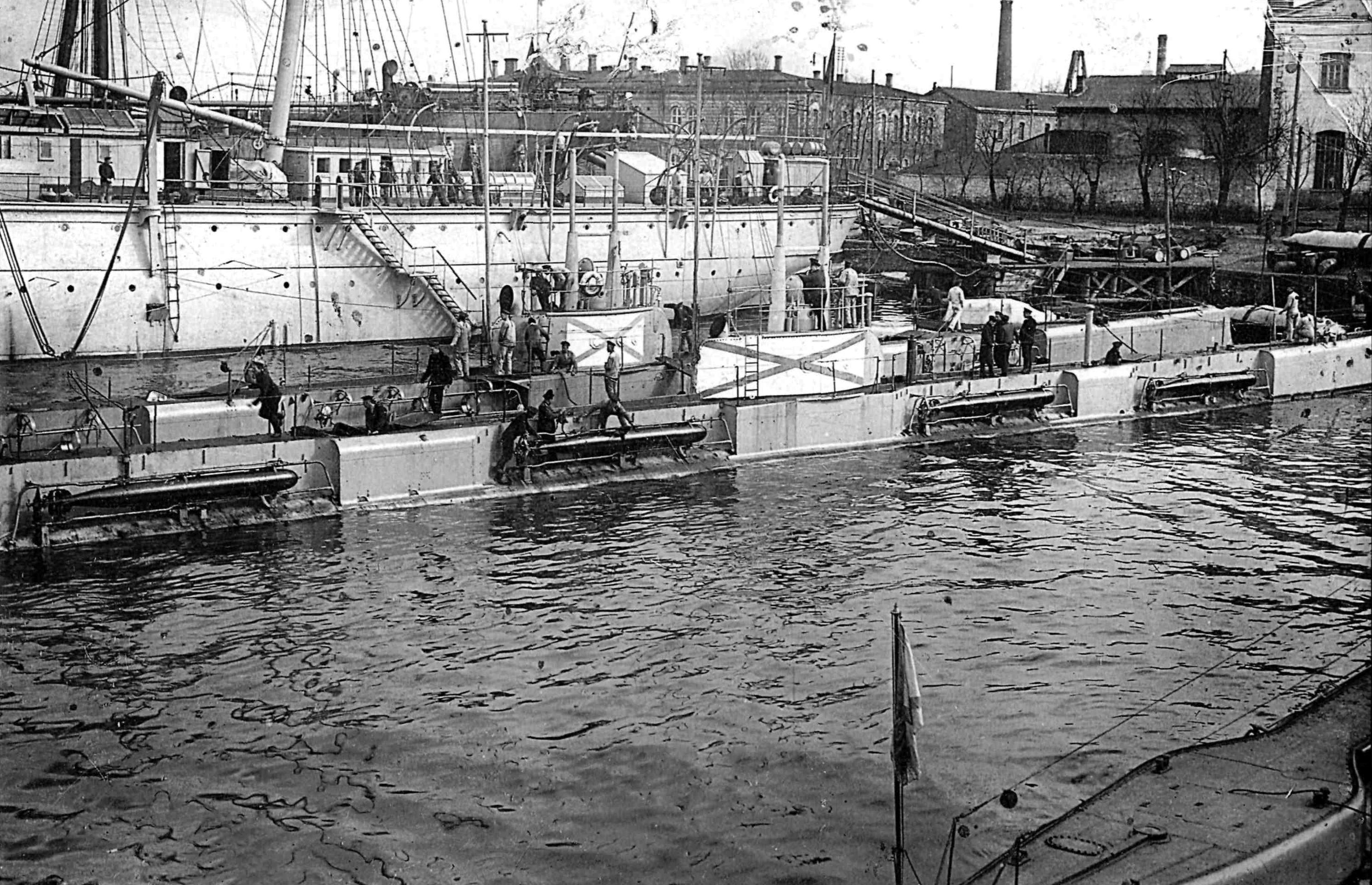
Подводные лодки «Нерпа» и «Тюлень» (на заднем плане) у борта плавбазы «Днестр». Севастополь, 1915 год.

16 октября 1914 года германо-турецкие силы осуществили внезапное нападение на русские порты Севастополь, Одессу, Феодосию и Новороссийск. В этот день подводные лодки «Карп» и «Карась» вступили в боевые действия. У Севастополя был затоплен командой минный заградитель «Прут», и лодки вышли в море для спасения команды, они собрали шлюпки и привели их в Севастополь на буксире.
Осенью — зимой 1914 года переведены на Чёрное море с Тихого океана подводные лодки «Налим» и «Скат», в июне 1915 года они вошли в состав 3-го дивизиона подводных лодок, вошедшего в состав Бригады подводных лодок Черноморского флота.
2 января 1915 года в Севастополь из подплава Сибирской флотилии по железной дороге доставили подводные лодки «Сом» (командир - лейтенант М. В. Копьев) и «Щука». С марта они начали патрулировать подходы к Одессе, но в уже в июле-августе были переведены на Балтику.

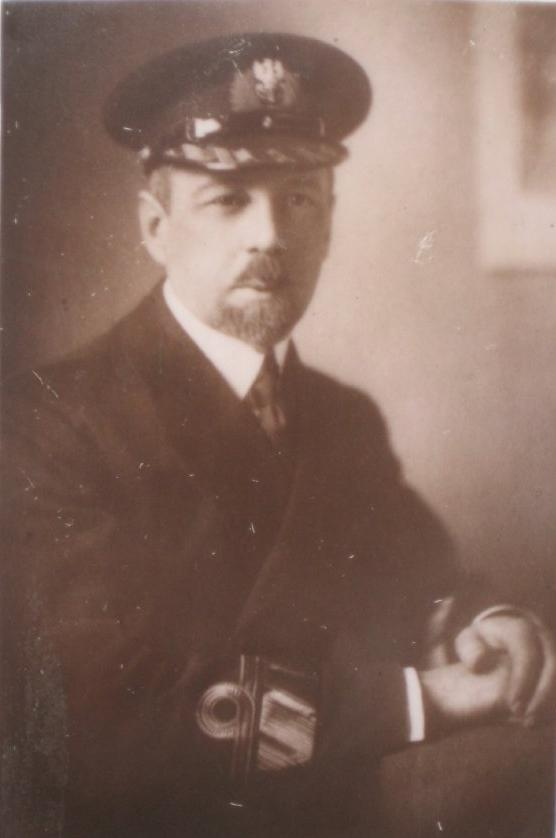
Командир бригады контр-адмирал В. Е. Клочковский, фотография польского периода.

Вступление в строй новых подводных лодок (особенно типов «Морж» и «Нарвал») позволило флоту установить блокаду угольного района в Анатолии (порты Зунгулдак, Козлу, Эрегли, Килимли), служившего единственным источником местного угля для Константинополя, а также турецкого флота и железнодорожного транспорта. К октябрю 1916 года подвоз угля из Зунгулдака в Константинополь практически прекратился. Блокада привела к резкому сокращению операций турецкого флота, в том числе прекращению тральных работ в устье Босфора. Из-за отсутствия угля в 1917 году «Гебен» ни разу не вышел в море. Русские корабли достаточно эффективно истребляли турецкий грузовой тоннаж. Суммарно потопили до 300 турецких каботажных судов. Самой результативной подводной лодкой по количеству поражённых целей стала подводная лодка «Тюлень» — 53 победы, большинство из которых было одержано под командованием М. А. Китицына, который в дополнение к торпедному оружию широко использовал артиллерию своей лодки и таран, а иногда — захватывал суда и приводил их в Севастополь как трофеи, самым известным случаем была победа над вооружённым турецким транспортом «Родосто». М. А. Китицын первый по количеству побед и второй по потопленному тоннажу подводник Российского Императорского флота он одержал 36 побед, потопив суда общей валовой вместимостью 8973 брутто-регистровой тонны.

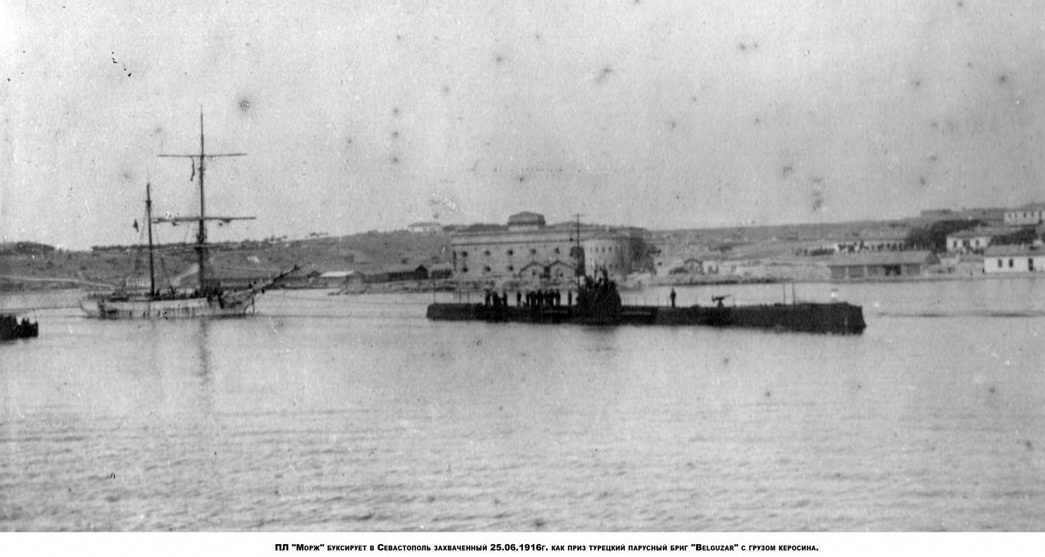
ПЛ «Морж» буксирует в Севастополь захваченный 25 июня 1916 года как приз турецкий парусный бриг Belouzar с грузом керосина.

В 1917 году боевые действия Бригады на коммуникациях противника свелись к одиночным выходам подводных лодок. С 3 по 7 января «Морж» обеспечивала у Босфора минную постановку, проводившуюся эсминцами и тральщиками. 23 января 1917 года «Морж» захватила и уничтожила в районе мыса Мидия три шхуны. 2 марта 1917 года у острова Кефкен подводная лодка потопила шхуну №-268, но затем была обстреляна огнём береговой батареи. 6 марта 1916 года у Босфора «Нерпа» потопила одну шхуну. С 1 по 11 апреля 1917 года у Босфора патрулировала «Морж», потопившая две шхуны. 11 апреля 1917 года «Нерпа» в районе Окне — Шары обстреляла буксирный пароход «Веbек» и буксируемый им барк. Повреждённому буксиру удалось уйти, а трёхмачтовый барк был потоплен.
К концу войны за счёт постоянного ввода в строй новых подводных лодок в составе бригады было 3 дивизиона. Однако из-за малого ресурса подводных лодок первых поколений большая часть из них была в ремонте или на консервации.
За три года войны потери бригады оказались минимальны: одна подводная лодка «Морж». 5 мая 1917 года субмарина предположительно подорвалась на мине, была обнаружена в 2002 году.
3 декабря 1917 года в силу подписанного между русским и германо-турецким морским командованием перемирия Боевые действия на Чёрном море прекратились.
Командование:
- Командир бригады — капитан 2-го ранга (с 2 марта 1915 — Капитан 1-го ранга) В. Е. Клочковский. 28 июля 1917 приказом Временного Правительства был произведён в контр-адмиралы[17].
- Флагманский штурман бригады — старший лейтенант М. В. Паруцкий

#### Состав Бригады подводного плавания на начало 1917 года
| Подразделение                                  | Тип судна                         | Название судна | Командир                          |
| ---------------------------------------------- | --------------------------------- | -------------- | --------------------------------- |
| 1-й дивизион                                   | Holland-7R или «Сом»              | «Лосось»       | капитан-лейтенант С. К. Леонович  |
| 1-й дивизион                                   | Holland-7R или «Сом»              | «Судак»        | М. С. Комаров                     |
| 1-й дивизион                                   | Тип «Е» или «Карп»                | «Карп»         |                                   |
| 1-й дивизион                                   | Тип «Е» или «Карп»                | «Карась»       |                                   |
| 1-й дивизион                                   | Подводный минный заградитель      | «Краб»         | старший лейтенант М. В. Паруцкий  |
| 1-й дивизион                                   | Тип «Морж»                        | «Морж»         | старший лейтенант А. С. Гадон     |
| 1-й дивизион                                   | Плавучая база подводных лодок     | «Днестр»       |                                   |
| 2-й дивизион                                   | Holland-XXXIA или тип «Нарвал»    | «Нарвал»       | Д. Д. Кочетов                     |
| 2-й дивизион                                   | Holland-XXXIA или тип «Нарвал»    | «Кит»          | старший лейтенант Н. А. Зарубин   |
| 2-й дивизион                                   | Holland-XXXIA или тип «Нарвал»    | «Кашалот»      | П. К. Столица                     |
| 3-й дивизион                                   | Тип «Касатка»                     | «Налим»        |                                   |
| 3-й дивизион                                   | Тип «Касатка»                     | «Скат»         |                                   |
| С неустановленной принадлежностью к дивизионам | Тип «Морж»                        | «Нерпа»        | Н. А. Монастырёв (ВРИО командира) |
| С неустановленной принадлежностью к дивизионам | Тип «Морж»                        | «Тюлень»       | М. А. Китицын                     |
| С неустановленной принадлежностью к дивизионам | Тип «Барс»                        | «Утка»         | Э. Ч. Садовский                   |
| С неустановленной принадлежностью к дивизионам | Тип «Барс»                        | «Гагара»       | А. М. Беляев                      |
| С неустановленной принадлежностью к дивизионам | Тип «Барс»                        | «Буревестник»  | С. В. Оффенберг                   |
| С неустановленной принадлежностью к дивизионам | Тип «Барс»                        | «Орлан»        | В. В. Погорецкий                  |
| В достройке                                    | Тип «Барс»                        | «Пеликан»      |                                   |
| В достройке                                    | Тип «Барс»                        | «Лебедь»       |                                   |
| В достройке                                    | Проект 602 «Американский Голланд» | «АГ-21»        |                                   |
| В достройке                                    | Проект 602 «Американский Голланд» | «АГ-22»        |                                   |

## Судьба подводных лодок бригады

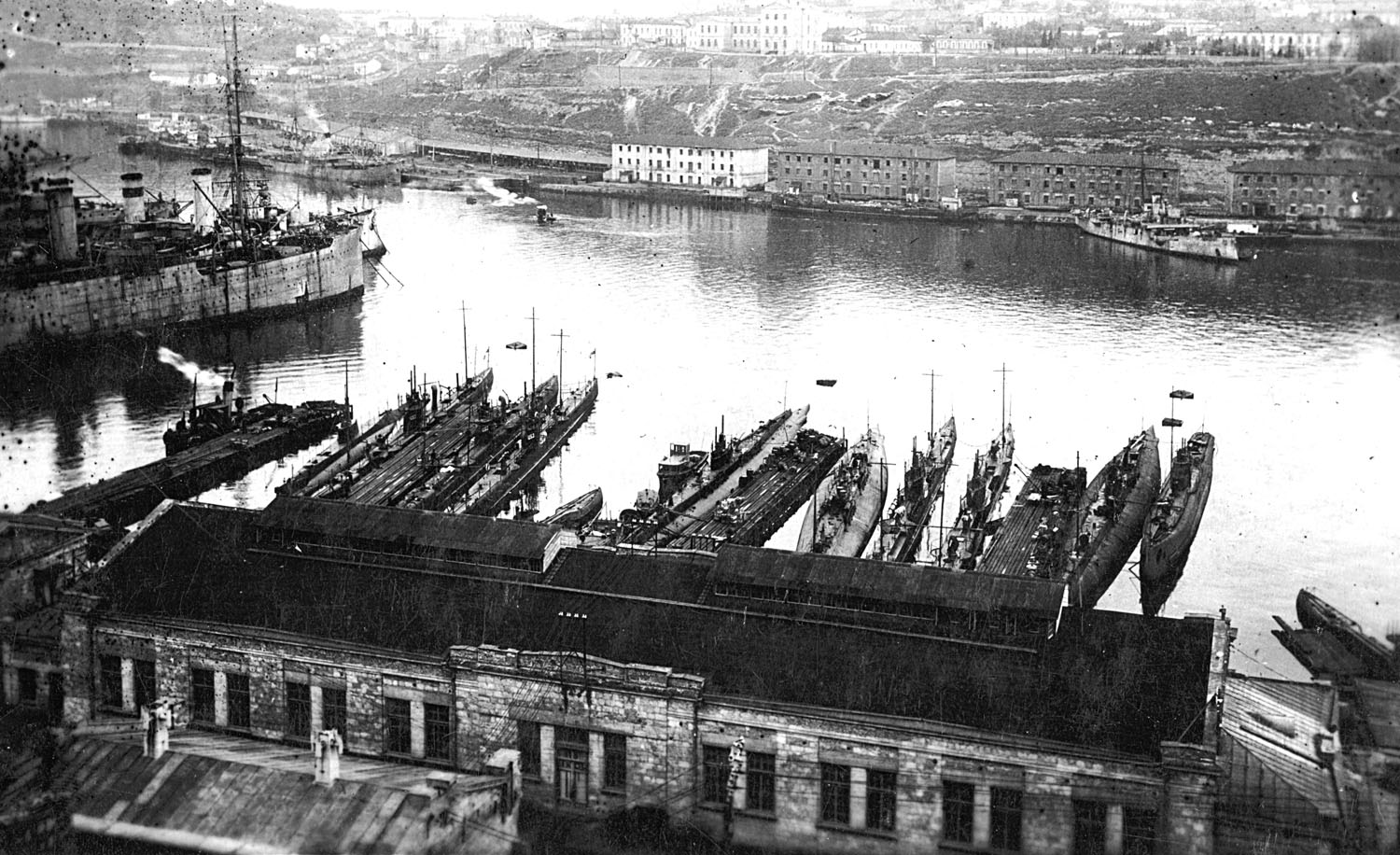
Севастополь, подводные лодки Черноморского флота, захваченные немцами на приколе, май или лето 1918 года.

### Захват немецкими войсками подводных лодок бригады
В мае 1918 года подводные лодки «Налим», «Скат», «Лосось», «Судак», «Карп», «Карась», «Тюлень», «Краб», «Кашалот», «Кит», «Нарвал», «Буревестник», «Гагара», «Орлан» и «Утка» были оставлены в Севастополе и, являясь формально собственностью красных, в соответствии с принятым соглашением поступили в управление Германского Адмиралтейства «до заключения всеобщего мира» по официальному заявлению германского командования. В реальности Германское Адмиралтейство захватило почти все корабли флота, а новейшие подводные лодки «Буревестник», «Орлан», «Утка» и «Гагара» ввело в состав своих сил, переименовав в US1, US2, US3 и US4 соответственно. Вскоре подводные лодки «Утка» и «Буревестник» передали Морским Силам Юга России, а подводную лодку «Гагара» укомплектовали подводниками с германской подводной лодки UB14..
Часть лодок с украинизированными экипажами кратковременно поднимали флаг или признавались немецкими оккупационными властями собственностью Украинской державы, например «Орлан», недостроенные подводные лодки «Лебедь», «Пеликан», «АГ-22», однако реально из Киева не контролировались.

### Подводные лодки белых
В ноябре 1918 года Германия капитулировала перед Антантой. На фоне революционных событий в Германии ВЦИК 13 ноября 1918 года денонсировала Брестский мирный договор. После этого, 24 ноября 1918 года, англо-французские войска (силы Антанты) высадились в Новороссийске, Одессе и Севастополе. Подводные лодки АГ-21, АГ-22, «Налим», «Скат», «Лосось», «Судак», «Карп», «Карась», «Тюлень», «Краб», «Кашалот», «Кит», «Нарвал», «Буревестник», «Гагара», «Орлан» и «Утка» перешли под контроль англо-французского командования. Командиры судов Белого движения обрели статус начальников охраны этих же судов. 9 декабря 1918 года англо-французские войска высадились в Николаеве и захватили подводную лодку «Нерпа», находившуюся в капитальном ремонте, и строящуюся подводную лодку АГ-23.
26 марта 1919 года в Севастополе приступила к работе комиссия по ликвидации имущества подводной бригады Белого движения.

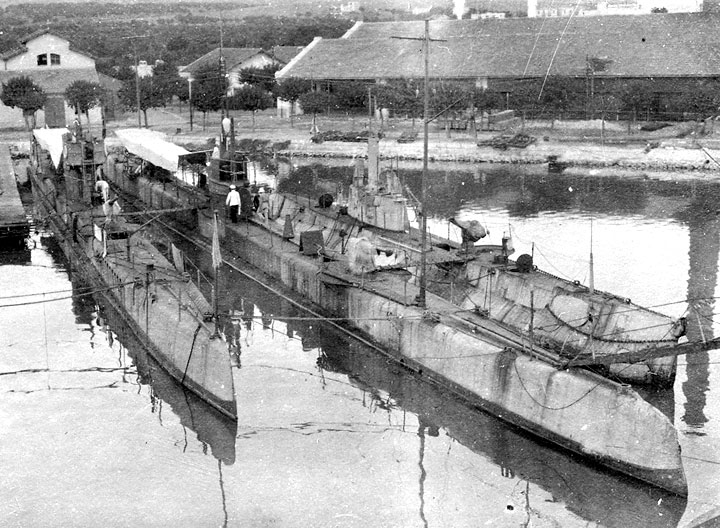
Подводные лодки «Тюлень», «Утка» и «АГ-22» в гавани Сиди-Абдала в Бизерте.

26 апреля 1919 года ввиду наступления украинских советских войск П. Е. Дыбенко  на Крым союзники перед своей эвакуацией затопили большую часть подводных лодок на внешнем рейде Севастополя путём открытия кингстонов, прорезания отверстий в корпусе или подрыва. Среди затопленных были подводные лодки «Карась», «Карп», «Краб», «Нарвал», «Кит», «Кашалот», «Налим», «Скат», «Судак», «Лосось», «АГ-21», «Орлан», «Гагара» а также немецкая UB-14. Меньшую часть передали Морским силам Юга России которые перевели их в Новороссийск («Тюлень» на ходу, «Утка», «Буревестник» на буксире).
После провальной Одесской эвакуации 1920 года, когда белые не смогли организовать вывоз войск и имущества и город перешёл под контроль красных, 11 февраля 1920 года британские корабли открыли по порту Одессы артиллерийский огонь, под прикрытием которого миноносцы зашли в гавань, захватили недостроенные подводные лодки «Лебедь» и «Пеликан», после чего затопили их на южном подходе к порту с заявленной целью его блокирования.
В ноябре 1920 в ходе Крымской эвакуации подводные лодки белых ушли в Константинополь, а оттуда в составе вновь сформированной Русской эскадры в Бизерту, Тунис, где был сформирован дивизион подводного плавания:
- «АГ-22», командир — старший лейтенант К. Л. Матыевич-Мацеевич
- «Буревестник», командир — старший лейтенант С. В. Оффенберг
- «Утка», командир — капитан 2-го ранга Н. А. Монастырёв
- «Тюлень», командир — капитан-лейтенант Михаил Евгеньевич Крафт, позднее капитан 2-го ранга М. В. Копьев

30 октября 1924 года эскадра была расформирована, переговоры о реституции между СССР и Францией затянулись и корабли эскадры были порезаны на металл.

### Подводные лодки красных

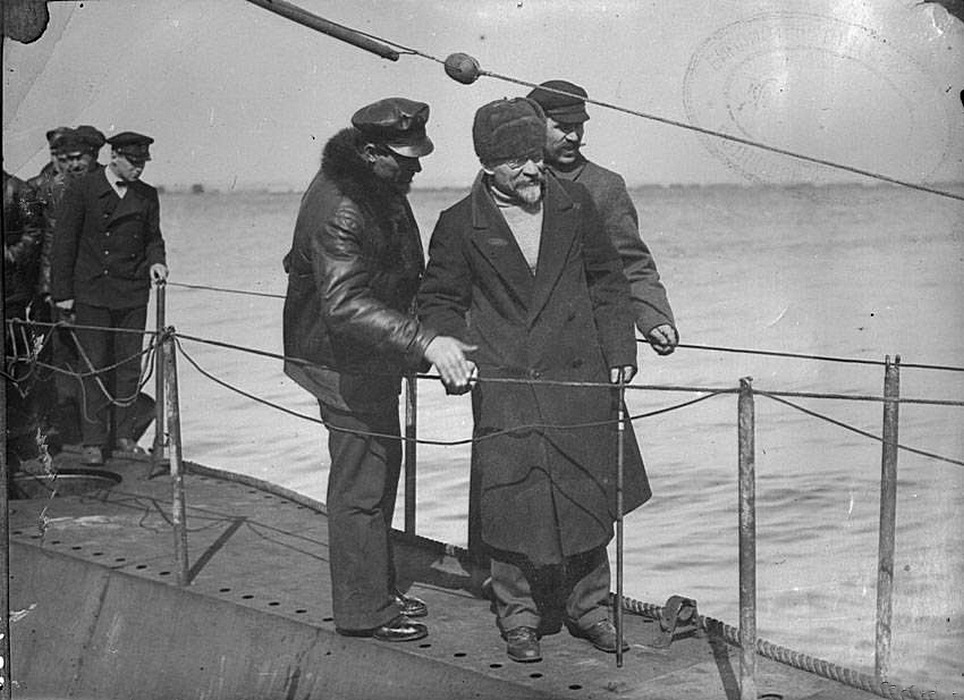
М. И. Калинин на палубе подводной лодки АГ-23 в октябре 1920 года в Одессе

10 марта 1919 года у франко-греческих войск был отбит Херсон. 14 марта подводные лодки «Нерпа» и АГ-23 перешли в руки войск красного флота.
«АГ-22» в недостроенном виде попала в руки красных, к лету 1919 года была закончена и вошла в строй, но в результате саботажа боевых успехов не имела. 17 августа 1919 года лодка без боя захвачена войсками Белой армии.
25 мая 1920 года контролируемые красными суда Юго-Западного фронта были реорганизованы в Морские силы Чёрного и Азовского морей. 21 октября 1920 года — в Одессе был сформирован Отдельный дивизион подводных лодок Черноморского Флота. 15 ноября 1920 года после взятия Крыма Отдельный дивизион подводных лодок Черноморского Флота был переведён в Севастополь.
Водолазами Экспедиции подводных работ особого назначения были подняты следующие бывшие подводные лодки Черноморского флота Российской империи:
- подводная лодка «Пеликан», 1924 год;
- подводные лодки «Карп» и «Орлан», 1926 год;
- подводная лодка «АГ-21» 1928 год;
- подводные лодки «Судак», «Лосось» и «Налим», 1932 год;
- подводные лодки «Кит», «Краб» 1935 год.

Отдельный дивизион подводных лодок Черноморского Флота в 1931 году был переформирован в Бригаду подводных лодок Черноморского флота, а в 1936 году была сформирована 2-я бригада подводных лодок Черноморского флота.